# Premio del Sindicato de Guionistas 1959
La 12ª edición de los Premios del Sindicato de Guionistas de Estados Unidos otorgados a los mejores guionistas de cine y televisión de 1959. Los ganadores fueron anunciados en 1960.

## Nominados y ganadores[2]

### Cine
Los ganadores están listados primero y en negritas.
| Mejor Guion en Musical - The Five Pennies, Screenplay by Melville Shavelson, and Jack Rose; story by Robert Smith⭐ - A Private's Affair, Screenplay by Winston Miller; story by Ray Livingston Murphy - Li'l Abner, Screenplay by Norman Panama, and Melvin Frank; based on the comic strip by Al Capp - Never Steal Anything Small, Screenplay by Charles Lederer; based on the play by Maxwell Anderson, and Rouben Mamoulian - Porgy and Bess, Screenplay by N. Richard Nash - Say One for Me, Screenplay by Robert O'Brien | Mejor Guion Dramático - The Diary of Anne Frank, Screenplay by Frances Goodrich, and Albert Hackett; based on the book "The Diary of a Young Girl" by Anne Frank⭐ - Anatomy of a Murder, Screenplay by Wendell Mayes; based on the novel by John D. Voelker - Ben-Hur, Screenplay by Karl Tunberg; based on the novel by Lew Wallace - Compulsion, Screenplay by Richard Murphy; based on the novel by Richard Murphy - The Nun's Story, Screenplay by Robert Anderson; based on the book by Kathryn Hulme |
| Mejor Guion de Comedia - Some Like It Hot, Screenplay by Billy Wilder, and I.A.L. Diamond; story by Robert Thoeren, and Michael Logan⭐ - - A Hole in the Head, Screenplay by Arnold Schulman; based on the play - North by Northwest, Screenplay by Ernest Lehman - Operation Petticoat, Screenplay by Stanley Shapiro, and Maurice Richlin; story by Paul King, and Joseph Stone - Pillow Talk, Screenplay by Stanley Shapiro, and Maurice Richlin; story by Russell Rouse, and Clarence Greene                               | |

### Televisión
| Comedia/Variedad - Cualquier duración - "Freddie's Thanskgiving" - The Red Skelton Hour - Sherwood Schwartz, Jesse Goldstein, and Dave O'Brien⭐ - "The Dean Martin Show" - Startime - Herbert Baker - "The Ricardos Make Room for Danny" - The Lucy-Desi Comedy Hour - Bob Schiller, and Bob Weiskopf - The Steve Allen Show - Don Hinkley, Herbert Sargent, Leonard Stern, Bill Dana, and Stan Burns | Script - 30 minutos o menos de duración - "Auf Wiedersehen" - General Electric Theater - Kurt Vonnegut Jr., and Valentine Davies⭐ - "Eddie" - Alcoa Theatre - Alfred Benner, and Ken Hughes - "Kathy's Romance" - Father Knows Best - Roswell Rogers - "A Friend in Need" - Father Knows Best - Dorothy Cooper - "Day of Glory" - Jane Wyman Presents: The Fireside Theatre - Steve Fisher, Oscar Millard, Louis Aadamic - "A Locket for Linda" - Make Room for Daddy - Peggy Chantler Dick, and William Cowley - "Terry's Crush" - Make Room for Daddy - Charles Stewart, and Jack Elinson - "The Sheridan Story" - The Rifleman - Cyril Hume |
| Script - 60 minutos o menos de duración, pero más de 30 - "The Sea Is Boiling Hot" - Kraft Theatre - Shimon Wincelberg⭐ - "The Nightingale" - Shirley Temple's Storybook - Alvin Sapinsley - "The Desperate Age" - Studio One in Hollywood - Abby Mann - "Capital Punishment" - Studio One in Hollywood - James Lee - "My Father, the Fool" - Westinghouse Desilu Playhouse - Adrian Spies            | |

### Premios Especiales
| Premio Laurel para el Logro de Guion en Cine | Premio Laurel para el Logro de Guion en Cine |
| -------------------------------------------- | -------------------------------------------- |
| Norman Krasna                                |                                              |